# Манн, Александер (бобслеист)
Александер Манн (нем. Alexander Mann, 11 ноября 1980, Мюнхен, Бавария) — немецкий бобслеист, разгоняющий, выступает за сборную Германии с 2007 года. Чемпион мира, бронзовый призёр чемпионата Европы, участник зимних Олимпийских игр 2010 года в Ванкувере.

## Биография
Александер Манн родился 11 ноября 1980 года в Мюнхене, земля Бавария. С 1991 года по 1995-й обучался в гимназии имени Альберта Эйнштейна, позже перешёл в шотландский колледж-интернат Гленалмонд, в период 1999—2002 изучал спортивные науки и физическую культуру в Эссекском университете. С юных лет увлекался спортом, весьма успешно занимался лёгкой атлетикой и регби, а в 2002 году решил попробовать себя в бобслее. Выступать на профессиональном уровне начал в 2006 году, годом спустя в качестве разгоняющего был взят в национальную команду Германии. На чемпионате мира 2008 года в Альтенберге, находясь в составе команды Маттиаса Хёфнера, завоевал бронзу в четвёрках и золото среди смешанных команд.
Благодаря этим удачным выступлениям в 2010 году Манн удостоился права защищать честь страны на Олимпийских играх в Ванкувере, однако финишировал там неудачно — присоединившись к четырёхместному экипажу пилота Карла Ангерера, приехал лишь седьмым. В 2011 году на мировом первенстве в Кёнигсзее пополнил медальную коллекцию двумя серебряными наградами, кроме того, выиграл бронзу на чемпионате Европы в Винтерберге.